# Archivgesetz Nordrhein-Westfalen
Das Archivgesetz Nordrhein-Westfalen (Gesetz über die Sicherung und Nutzung öffentlichen Archivguts im Lande Nordrhein-Westfalen – ArchivG NRW) vom 16. März 2010 legt fest, wie das Archivgut des Landes durch das Landesarchiv auf Dauer zu sichern, nutzbar zu machen und wissenschaftlich zu verwerten ist.
Die Gültigkeit des Gesetzes erstreckt sich ebenso auf Kommunen des Landes NRW, kommunale Verbände sowie andere der Aufsicht des Landes unterstehende Einrichtungen öffentlichen Rechts. Das Gesetz löste nach rund 20 Jahren das erste Archivgesetz des Landes NRW vom 16. Mai 1989 ab, das damals mit einer zeitlichen Befristung vom Landtag verabschiedet worden war.
Wichtig für die Benutzung von Archivgut ist insbesondere § 7, in dem die archivischen Sperrfristen geregelt sind. Demnach können Unterlagen grundsätzlich erst 30 Jahre nach der Entstehung durch Archivbenutzer eingesehen werden, Unterlagen mit besonderen Geheimhaltungsvorschriften nach 60 Jahren. Die Schutzfristen bei personenbezogenem Schriftgut betragen entweder 10 Jahre nach dem Tod bei bekanntem Todesjahr, 100 Jahre nach der Geburt, wenn das Todesjahr unbekannt ist, oder 60 Jahre nach Entstehung der Unterlagen, wenn weder Todes- noch Geburtsjahr bekannt sind.